# فرانك كير (لاعب كرة قدم أسترالية)
فرانك كير (بالإنجليزية: Frank Kerr)‏ هو لاعب كرة قدم أسترالية أسترالي، ولد في 5 أبريل 1889 في Hawthorn, Victoria ‏ في أستراليا، وتوفي في 3 مايو 1977 في كيو ‏ في أستراليا.

## وصلات خارجية
- فرانك كير على موقع AustralianFootball.com (الإنجليزية)
- فرانك كير على موقع AFLtables.com (الإنجليزية)